# سیارک ۴۲۲۹۵
سیارک ۴۲۲۹۵ (به انگلیسی: 42295 Teresateng، نامگذاری:2001UG17) چهل و دو هزار و دویست و نود و پنجمین سیارک کشف شده‌است که در ۲۳ اکتبر ۲۰۰۱ کشف شد.